# City Airport Train
El City Airport Train (CAT) es un servicio ferroviario que conecta el Aeropuerto Internacional de Viena, Austria con el centro de la ciudad a través del metro. El horario de los trayectos van desde las 05:37 hasta las 23:39 (hora local). 

## Trayecto
El recorrido del CAT transcurre por los raíles de la línea S7 de la S Bahn hasta la estación Wien Mitte. El billete sencillo cuesta 12€ mientras que el de ida y vuelta 21€ a diferencia de las demás estaciones de la línea donde ambos tickets cuestan 4€. El tren conecta con el aeropuerto dos veces por hora durante el día.
Los pasajeros que tengan un vuelo, deben estar en el punto indicado 1:15 hora antes de coger los aviones de varias aerolíneas que operan en el aeropuerto: Lufthansa, Austrian, Aeroflot, Swiss, etc.

## Funcionamiento
El CAT está operado por City Air Terminal Betriebsgesellschaft m.b.H, que pertenece en un 50,1% al aeropuerto de Viena-Schwechat y en un 49,9% a los Ferrocarriles Federales de Austria. La empresa se creó en 2002 y el primer tren circuló el 14 de diciembre de 2003.
Los trenes constan de tres vagones de dos pisos, incluido un vagón piloto, y tienen capacidad para 243 pasajeros.
Debido a la crisis sanitaria vinculada a Covid-19 y a la reducción del tráfico aéreo, su actividad (CAT) se ha suspendido del 19 de marzo de 2020 al 29 de marzo de 2022.

## Acciones
El 50,1% del CAT pertenece al aeropuerto vienés mientras que el 49,9% restante es de la ÖBB, los cuales, en 1974, pusieron en funcionamiento el medio.

## Servicios

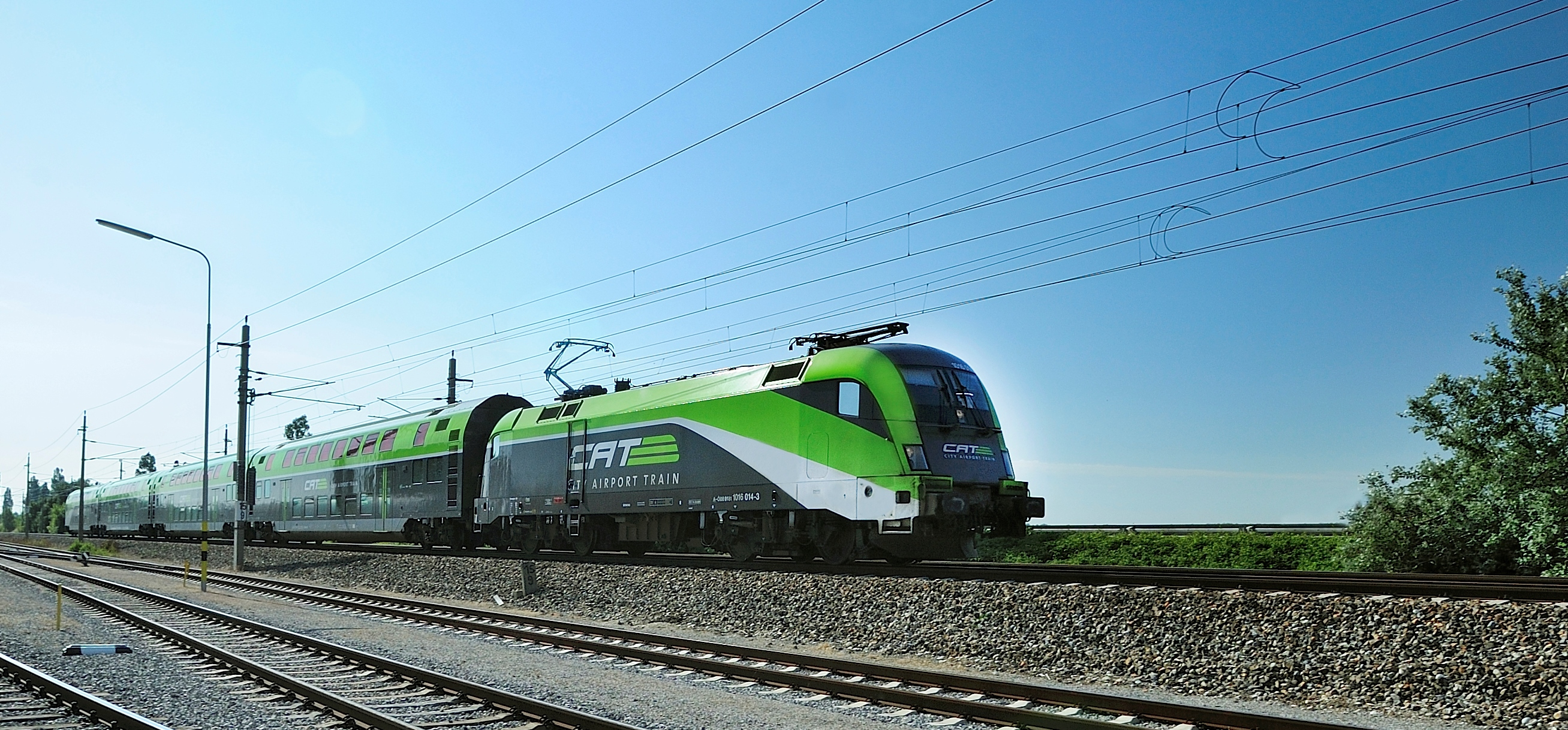
Tren del CAT en línea

Los pasajeros de CAT tienen la posibilidad de facturar y entregar su equipaje en la terminal de City Air. Esta opción está disponible actualmente para alrededor del 80% de los vuelos. La facturación en la ciudad está disponible hasta 75 minutos antes de la salida y, en muchos casos, hasta 24 horas antes. Entre las aerolíneas que ofrecen facturación en la ciudad figuran Austrian Airlines, Brussels Airlines, Bulgaria Air, Croatia Airlines, Eurowings, Lufthansa, Luxair, Norwegian, Swiss, TAP Air Portugal y Wizz Air. Después de facturar en el aeropuerto, el equipaje es responsabilidad de la aerolínea respectiva y se lleva automáticamente al aeropuerto.
Hay mostradores de información muy concurridos en la terminal de City Air y en el aeropuerto. También hay asistentes de tren en cada sucursal para responder preguntas y comprobar o vender billetes.
El CAT ofrece compartimentos especialmente largos, mucho espacio para el equipaje, conexión Wi-Fi gratuita, enchufes y pantallas de televisión en el tren que ofrecen a los visitantes información sobre Viena. Numerosos periódicos y revistas, así como revistas gratuitas, están disponibles en el tren y en las estaciones.
Los billetes ya pueden reservarse en línea en www.cityairporttrain.com o en las taquillas CAT de la terminal City Air de Wien Mitte y del aeropuerto de Viena.
El Cat Bonus Club es el programa de socios de City Airport Train. Los miembros del Bonus Club acumulan viajes que pueden canjear por premios. La afiliación es gratuita.

## Opciones de billetes
Los billetes para el City Airport Train (CAT) pueden adquirirse en los mostradores de información, en las máquinas expendedoras de billetes, en el tren o por anticipado en línea. Hay billetes sencillos y de ida y vuelta, que cuestan 14,90 y 24,90 euros respectivamente. También es posible comprar un billete combinado para el CAT y un billete individual para Viena, que además es válido durante 24, 48 o 72 horas.
Gracias a la cooperación con ÖBB, VOR y Wiener Linien y el KlimaTicket, los titulares de un billete anual Wiener Linien, un KlimaTicket o una tarjeta de descuento ÖBB, así como el Top-Jugendticket y la tarjeta semestral Wiener Linien pueden utilizar el CAT a un precio reducido en más del 50%. Así pues, los billetes CAT con descuento cuestan 7 euros (ida) y 12 euros (ida y vuelta). La categoría de tren es un producto premium con su correspondiente estructura de precios. Los menores de 15 años viajan gratis.